# Cattedrale di Cusco
La cattedrale di Cusco o basilica cattedrale dell'Assunzione della Beata Vergine Maria (in spagnolo: Catedral Basílica de la Virgen de la Asunción) è il principale tempio religioso della città di Cusco, ed è la sede dell'arcidiocesi di Cusco.
La cattedrale di Cusco si affaccia sulla Plaza de Armas, sul lato nord-est; sul luogo che fu occupato dal Suntur Wasi, il palazzo dell'Inca Viracocha. La cattedrale, oltre al valore religioso, è diventato uno dei principali esempi dell'arte coloniale del Perù. L'erezione della cattedrale è stata voluta dal viceré spagnolo Andrés Hurtado de Mendoza in concerto con i missionari spagnoli. Si trova nel cuore della città andina e dal 1983 è considerata patrimonio mondiale dell'Umanità ed inserita nella lista dell'UNESCO.

## Storia

### Kiswarkancha
Sul luogo occupato dalla cattedrale gli Inca avevano eretto il tempio conosciuto col nome di Kiswarkancha. Era il palazzo dell'Inca Viracocha, imperatore degli Inca un secolo prima dell'arrivo degli spagnoli.
Vicino al Kiswarkancha c'era il Suntur Wasi, un'armeria e centro di araldica per la corte dell'Inca. Con l'arrivo degli conquistadores in Cusco, gli spagnoli decisero di abbattere le costruzioni precedenti ed occupare il vuoto con una cattedrale cristiana.

### Cattedrale

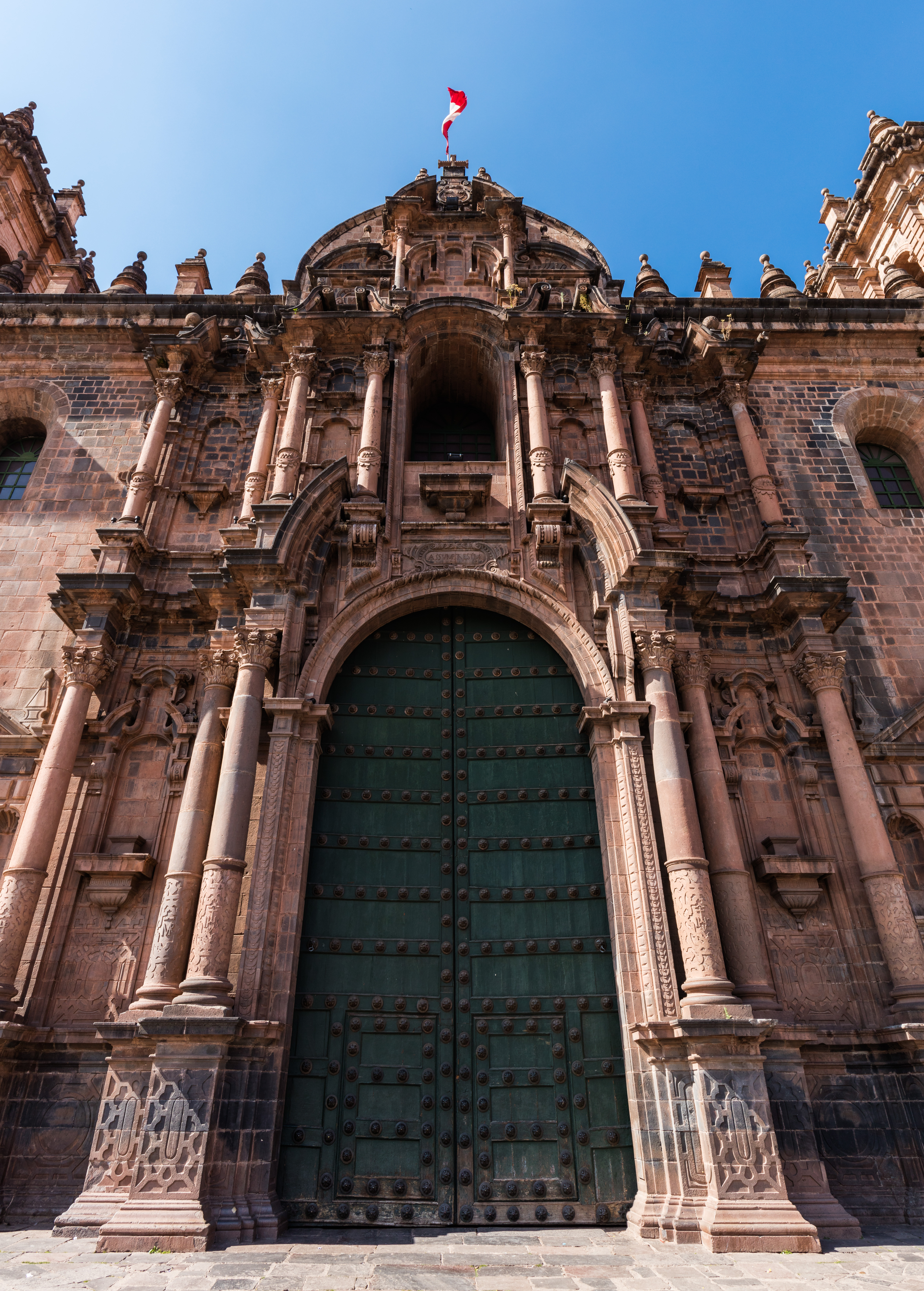
Facciata

La cattedrale di Cusco è il risultato di diversi progetti elaborati da architetti distinti che si avvicendarono alla costruzione. La prima cattedrale cittadina è la chiesa del Trionfo, costruita nel 1539 sopra le fondamenta del palazzo di Viracocha. 
Tra il 1560 e il 1664 viene costruita la cattedrale odierna. La costruzione venne affidata a Juan Miguel de Veramendi, che fu sostituito da Juan Correa nel 1562. A Correa seguirono altri otto architetti fino al 1615 la direzione dei lavori venne assunta da Miguel Gutiérrez Sencio, seguace di Marco Vitruvio e Jacopo Barozzi, ed ammiratore dello stile sobrio e pulito del monastero dell'Escorial dell'architetto Juan de Herrera. Sotto la direzione di Gutiérrez Sencio i lavori terminarono nel 1649.
Il materiale di costruzione proviene dalle aree circostanti oltre che dalla fortezza di Sacsayhuamán, in particolare grandi blocchi di granito di colore rosso. 
L'8 febbraio 1928 le venne riconosciuto il titolo di basilica minore della Chiesa cattolica.